# Wahlkreis Lichtenberg 4
Der Wahlkreis Lichtenberg 4 ist ein Abgeordnetenhauswahlkreis in Berlin. Er gehört zum Wahlkreisverband Lichtenberg und umfasst die Gebiete südlich der Karl-Lade-Straße, Paul-Junius-Straße, Herzbergstraße, Stadtpark, Buchberger Straße und Victoriastadt.

## Abgeordnetenhauswahl 2023
Bei der Wahl zum Abgeordnetenhaus von Berlin 2023 traten folgende Kandidaten an:
| Name                              | Partei           | Anteil der Erststimmen | Anteil der Zweitstimmen |
| --------------------------------- | ---------------- | ---------------------- | ----------------------- |
| Sebastian Schlüsselburg           | Die Linke        | 27,2 %                 | 21,8 %                  |
| Michael Moll                      | CDU              | 19,1 %                 | 18,0 %                  |
| Tamara Lüdke                      | SPD              | 18,6 %                 | 16,8 %                  |
| Fadime Topaç                      | Grüne            | 16,6 %                 | 17,3 %                  |
| Irina Pierenz                     | AfD              | 11,0 %                 | 10,7 %                  |
| Ricarda Scholz                    | Tierschutzpartei | 05,3 %                 | 03,6 %                  |
| Armin Donat                       | Freie Wähler     | 01,1 %                 | 00,4 %                  |
| Marco Scheidhuber                 | dieBasis         | 00,9 %                 | 00,5 %                  |
| Marco Warnest                     | LKR              | 00,1 %                 | 00,1 %                  |
| –                                 | FDP              | –                      | 03,0 %                  |
| –                                 | Die PARTEI       | –                      | 02,3 %                  |
| –                                 | Volt             | –                      | 01,0 %                  |
| –                                 | Sonstige         | –                      | 04,5 %                  |
| Wahlberechtigte: 33.234 Einwohner |                  |                        |                         |
| Wahlbeteiligung: 59,8 %           |                  |                        |                         |

## Abgeordnetenhauswahl 2021
Bei der Wahl zum Abgeordnetenhaus von Berlin 2021 traten folgende Kandidaten an:
| Name                              | Partei           | Anteil der Erststimmen | Anteil der Zweitstimmen |
| --------------------------------- | ---------------- | ---------------------- | ----------------------- |
| Sebastian Schlüsselburg           | Die Linke        | 29,4 %                 | 24,5 %                  |
| Tamara Lüdke                      | SPD              | 21,3 %                 | 19,5 %                  |
| Fadime Topaç                      | Grüne            | 17,6 %                 | 16,8 %                  |
| Michael Moll                      | CDU              | 11,7 %                 | 09,9 %                  |
| Irina Pierenz                     | AfD              | 09,7 %                 | 09,1 %                  |
| Ricarda Scholz                    | Tierschutzpartei | 05,7 %                 | 03,1 %                  |
| Armin Donat                       | Freie Wähler     | 02,5 %                 | 00,9 %                  |
| Marco Scheidhuber                 | dieBasis         | 01,9 %                 | 01,2 %                  |
| Marco Warnest                     | LKR              | 00,2 %                 | 00,1 %                  |
| –                                 | FDP              | –                      | 05,0 %                  |
| –                                 | Die PARTEI       | –                      | 03,0 %                  |
| –                                 | Sonstige         | –                      | 06,9 %                  |
| Wahlberechtigte: 33.886 Einwohner |                  |                        |                         |
| Wahlbeteiligung: 74,3 %           |                  |                        |                         |

## Abgeordnetenhauswahl 2016
Bei der Wahl zum Abgeordnetenhaus von Berlin 2016 traten folgende Kandidaten an:
| Name                              | Partei           | Anteil der Erststimmen | Anteil der Zweitstimmen |
| --------------------------------- | ---------------- | ---------------------- | ----------------------- |
| Sebastian Schlüsselburg           | Die Linke        | 32,8 %                 | 29,5 %                  |
| Christian Paulus                  | SPD              | 22,0 %                 | 19,9 %                  |
| Marianne Kleinert                 | AfD              | 17,0 %                 | 16,2 %                  |
| Christine Nünthel                 | CDU              | 10,2 %                 | 09,4 %                  |
| Antje Kapek                       | Grüne            | 10,0 %                 | 09,8 %                  |
| Jörg Paßow                        | FDP              | 03,0 %                 | 03,0 %                  |
| Christian Kohl                    | Piraten          | 02,8 %                 | 02,2 %                  |
| Lucas Steinführ                   | Einzelbewerber   | 02,2 %                 | 0–                      |
| –                                 | Die PARTEI       | 0–                     | 02,9 %                  |
| –                                 | Tierschutzpartei | 0–                     | 02,4 %                  |
| –                                 | Graue Panther    | 0–                     | 01,1 %                  |
| –                                 | Sonstige         | 0–                     | 03,6 %                  |
| Wahlberechtigte: 35.213 Einwohner |                  |                        |                         |
| Wahlbeteiligung: 63,7 Prozent     |                  |                        |                         |

## Abgeordnetenhauswahl 2011
Bei der Wahl zum Abgeordnetenhaus von Berlin 2011 traten folgende Kandidaten an:
| Name                              | Partei           | Anteil der Erststimmen | Anteil der Zweitstimmen |
| --------------------------------- | ---------------- | ---------------------- | ----------------------- |
| Birgit Monteiro                   | SPD              | 32,8 %                 | 31,0 %                  |
| Sebastian Schlüsselburg           | Die Linke        | 31,7 %                 | 29,7 %                  |
| Kathrin Urban                     | CDU              | 11,5 %                 | 10,5 %                  |
| Heiko Herberg                     | Piraten          | 10,6 %                 | 10,2 %                  |
| Sascha Clucas                     | Grüne            | 07,9 %                 | 08,0 %                  |
| Ludmila Pütsch                    | pro Deutschland  | 02,8 %                 | 01,6 %                  |
| Michael Haase                     | Die Freiheit     | 01,8 %                 | 01,1 %                  |
| Jan Gellrich                      | FDP              | 00,8 %                 | 01,0 %                  |
| –                                 | NPD              | –                      | 03,1 %                  |
| –                                 | Tierschutzpartei | –                      | 01,6 %                  |
| –                                 | Sonstige         | –                      | 02,2 %                  |
| Wahlberechtigte: 36.591 Einwohner |                  |                        |                         |
| Wahlbeteiligung: 54,6 Prozent     |                  |                        |                         |

## Abgeordnetenhauswahl 2006
Bei der Wahl zum Abgeordnetenhaus von Berlin 2016 traten folgende Kandidaten an:
| Name                              | Partei         | Anteil der Erststimmen |
| --------------------------------- | -------------- | ---------------------- |
| Stefanie Schulze                  | Die Linke      | 40,3 %                 |
| Birgit Monteiro                   | SPD            | 31,5 %                 |
| Christoph Schütte                 | CDU            | 10,2 %                 |
| André Stephan                     | Grüne          | 05,8 %                 |
| Bernd Ludewig                     | WASG           | 05,8 %                 |
| Sirko Schulz                      | FDP            | 04,5 %                 |
| Kurt Schettlinger                 | Einzelbewerber | 01,8 %                 |
| Wahlberechtigte: 35.456 Einwohner |                |                        |
| Wahlbeteiligung: 50,2 Prozent     |                |                        |

## Abgeordnetenhauswahl 2001
Der Wahlkreisverband Lichtenberg umfasste zur Abgeordnetenhauswahl am 21. Oktober 2001 sieben Wahlkreise. Ein direkter Vergleich ist daher nicht möglich.

## Abgeordnetenhauswahl 1999
Die Bezirke Lichtenberg und Hohenschönhausen hatten vor ihrer Fusion im Jahr 2001 bei der Abgeordnetenhauswahl am 10. Oktober 1999 insgesamt sieben Wahlkreise. Ein direkter Vergleich ist daher nicht möglich.

## Abgeordnetenhauswahl 1995
Die Bezirke Lichtenberg und Hohenschönhausen hatten vor ihrer Fusion im Jahr 2001 bei der Abgeordnetenhauswahl am 22. Oktober 1995 insgesamt sieben Wahlkreise. Ein direkter Vergleich ist daher nicht möglich.

## Bisherige Abgeordnete
Direkt gewählte Abgeordnete des Wahlkreises Lichtenberg 4:
| Jahr | Name                    | Partei    | Anteil der Erststimmen |
| ---- | ----------------------- | --------- | ---------------------- |
| 2023 | Sebastian Schlüsselburg | Die Linke | 27,2 %                 |
| 2021 | Sebastian Schlüsselburg | Die Linke | 29,4 %                 |
| 2016 | Sebastian Schlüsselburg | Die Linke | 32,8 %                 |
| 2011 | Birgit Monteiro         | SPD       | 32,8 %                 |
| 2006 | Stefanie Schulze        | Die Linke | 40,3 %                 |